# Miyakea ussurica
Miyakea ussurica là một loài bướm đêm trong họ Crambidae.